# Maurice Betz
Maurice Betz, född 10 december 1898, död 31 oktober 1946, var en fransk författare.
Betz föddes i Colmar som då var tyskt men inträdde som frivillig på fransk sida under första världskriget. Han deltog även i andra världskriget och blev krigsfånge 1940. Betz skrev romaner och dikter, översatte bland annat tyska författare son Nietzsche och Goethe. Sin främsta insats gjorde Betz som översättare och tolkare av Rainer Maria Rilke med verk som Petite stèle pour Rainer Maria Rilke (1929), Rilke vivant (1937) och Rilke à Paris (1941).